# Strupin Mały
Strupin Mały [pronunciación en polaco: /ˈstrupʲin ˈmawɨ/] es un pueblo ubicado en el distrito administrativo de Gmina Chełm, dentro del Condado de Chełm, Voivodato de Lublin, en Polonia oriental. Se encuentra aproximadamente a 5 kilómetros al este de Pokrówka, a 7 kilómetros al sureste de Chełm, y a 69 kilómetros al este de la capital regional Lublin.